# Míssil de teatro de operações
Um Míssil de teatro de operações (TBM), é qualquer tipo de Míssil balístico, com alcance entre 300 e 3.500 km, usado contra alvos dentro do teatro de operações. O seu alcance em geral fica entre os de mísseis balísticos táticos e mísseis balísticos de médio alcance.